# Казанская, Мария Борисовна
Мари́я Бори́совна Каза́нская (в замужестве Смирнова; 25 марта 1914 или 1912, Санкт-Петербург — 1942, Ленинград) — советская художница-живописец. Ученица Веры Ермолаевой.

## Биография
Выросла в семье, близко связанной с искусством. Бабушка была двоюродной сестрой Михаила Врубеля; мать — Наталья Эрнестовна Радлова-Казанская (1887—1938) — дочь советского историка философии, филолога и переводчика Э. Л. Радлова, театральный педагог, актриса, автор книги «Работа над речью» (М.; Л., 1930), в 1920-х годах преподавала сценическую речь в ТРАМе и в других театрах; братья матери — художник Николай Эрнестович Радлов и актёр и режиссёр Сергей Эрнестович Радлов. Отец — Борис Васильевич Казанский (1889—1962) — российский филолог, профессор Ленинградского университета. Сестра — Татьяна Борисовна Казанская (1916—1989) — поэтесса, филолог и переводчица.
Начала рисовать в возрасте трёх лет. Окончив 9 классов школы, в 1931 году начала систематические занятия живописью.
По совету Владимира Лебедева пришла в мастерскую Веры Ермолаевой. Мария Казанская начала учиться у В. М. Ермолаевой в 1929-34 гг. и одновременно училась в Академии Художеств у А. А. Осмеркина. Она входила в «домашний круг» К. С. Малевича, дружила с К. И. Рождественским .к
Была близка к группе художников «живописно-пластического реализма» (объединявшей К. И. Рождественского, В. В. Стерлигова, В. М. Ермолаеву, Л. А. Юдина и других художников).
Первая выставка работ Казанской (не персональная, а коллективная) была устроена по инициативе В. В. Стерлигова 29 марта 1934 года. Эта «выставка учеников» была организована на квартире художницы В. М. Ермолаевой. «Владимир Васильевич, договорившись с Верой Михайловной, решили устроить нашу совместную выставку — нашу с Олегом (Карташёвым и Александром Батуриным. — Е. С.) и Маруси Казанской. Происходило это на Васильевском острове (10 линия, 13, кв.2. — Е. С.), на квартире Веры Михайловны. <…> было обсуждение выставки, было довольно много народу, выступал какой-то искусствовед и довольно пространно говорил о некоторых наших работах».
 Именно эта выставка упоминается в материалах следственного дела 1934-35 года. Послужила она и невольным поводом для последовавшего обвинения В. В. Стерлигова, А. Б. Батурина и В. М. Ермолаевой.
Была арестована 25 декабря 1934 года, одновременно с Ермолаевой  и Львом Гальпериным, В. В. Стерлиговым, Н. И. Коган как «участник контрреволюционной группировки, пытающейся наладить нелегальную связь с заграницей и ведущей антисоветскую пропаганду среди окружающих» (по другим сведениям, арестована в связи с убийством Кирова). Допрашивалась на следствии.
3 марта 1935 года следствие в отношении Казанской было прекращено.
18 мая 1935 года присутствовала на похоронах Казимира Малевича.
После ареста у Казанской обострилось наследственное психическое заболевание, передававшееся в семье Радловых по женской линии. В сентябре 1937 года прекратила занятия живописью. В сентябре 1941 года отец Казанской был назначен её опекуном. Семья М. Б. Казанской после ареста Веры Михайловны Ермолаевой спасла часть её работ; родители М. Б. Казанской посетили квартиру арестованной художницы и, найдя её неопечатанной, вынесли из неё часть работ Ермолаевой. Послевоенные выставки Марии Казанской и Веры Ермолаевой создавались в основном на материале собрания семьи Казанских.
По разным данным в январе или начале марта 1942 года умерла от истощения в психиатрической больнице в блокадном Ленинграде. «Наследственное сумасшествие, подкрепленное страшными событиями: арестом Веры Михайловны и ненадолго самой Маруси, ускорило её заболевание, а пребывание её в больнице во время блокады Ленинграда сделало гибель неизбежной». «Умерла Мария Казанская в больнице, во время блокады Ленинграда»
Похоронена на Серафимовском кладбище.

## Творчество
Первая послевоенная выставка М. Б. Казанской прошла весной 1960 года в квартире художников В. В. Стерлигова и Т. Н. Глебовой. (Большой пр, 98, кв.30). Несмотря на то, что выставка была «квартирной», на неё были разосланы пригласительные билеты.

Вторая персональная выставка прошла в 1976 году, в мастерской Т. Н. Глебовой на Петроградской стороне (ул. Ленина, д. 52, кв. 43). Т. Н. Глебова, устроившая эту выставку, писала о живописи Казанской:
Меня особенно привлекли её цветовая подвижная структурность при стихийности наложения мазков и цветовых пятен. При густом, пастозном наложении краски получается прозрачность и глубинность пространства при чистоте цветовых отношений.
Художественное наследие М. Б. Казанской составляет около 100 живописных работ и несколько сотен графических листов. Её творчество насыщено влияниями французской живописи конца XIX века (импрессионизм, сезаннизм, фовизм). Живописные и графические работы художницы присутствуют в таких крупных музейных собраниях, как Третьяковская галерея, Русский музей, Музей истории Санкт-Петербурга. Её работы присутствовали также на выставках «Время собирать» (ГРМ, 2008), работы из собрания Джеймса Баттервикa; «На берегах Невы» (Музей частных коллекций, Москва, апрель-май 2001), работы из собрания Романа Бабичева. В апреле 2013 года в Санкт-Петербурге состоялась третья выставка работ М. Б. Казанской.
В сентябре 2018 года в Государственном музее «Царскосельская коллекция» открылась четвёртая персональная выставка живописи и графики Марии Казанской.

## Семья
В 1933 г вышла замуж и сменила фамилию на Смирнова. Муж (с 1933 г до 1942 г) — Смирнов Николай Иванович (1897, Смоленск — 1942,Ленинград) . В 1920-е годы занимался оформлением спектаклей в театральной студии Р. Симонова. С 1923 года стал членом Профсоюза работников искусств (РАБИС). В 1924 году был принят во ВХУТЕМАС. Работал в политической карикатуре, печатался в газетах и журналы, работал в ТАСС. С 1931 года — член общества «Цех художников». Принимал участие во всех значимых художественных выставках в Ленинграде.
В 1940 году подал заявление о приеме в члены Союза художников. В мае 1941 года стал кандидатом в ЛССХ по секции графики. Погиб в блокадном Ленинграде.